# ジョン・ウェットン
ジョン・ウェットン（John Wetton、1949年6月12日 - 2017年1月31日）は、イングランド出身のロック・ミュージシャン、ボーカリスト、ベーシスト、ソングライター。キング・クリムゾン、U.K.、エイジアでの活動が有名。

## 概要
モーグル・スラッシュ、ファミリー、キング・クリムゾン、ユーライア・ヒープ、U.K.、ウィッシュボーン・アッシュ、エイジア、アイコンなどの幅広いジャンルのバンドを渡り歩き、様々なアーティストと幾多にも及ぶセッションをこなしている。技巧的でヘヴィなベース演奏と、どこか哀愁漂う味わい深い歌声には定評があり、そのルックスも相まって多くのロックファンの人気を集めた。
プログレッシブ・ロックの分野での仕事が多いが、どちらかといえばエイジアやソロ作品に代表されるようなポップス志向が強く、キング・クリムゾン、U.K.における楽曲作りでもそのセンスは多分にいかされている。

## 生涯

### 生い立ち
ダービーシャー州ウィリントンに生まれ、10代前半に家族と共に南西部のドーセット州ボーンマスに移り住む。教会のオルガン奏者だった兄の影響で、幼い頃からクラシック音楽に馴れ親しみ、足鍵盤のないオルガンやピアノで練習する兄のために連弾のようにして低音部のパートを受け持ったりしていた。
当時イギリスを席巻していたエヴァリー・ブラザーズやシャドウズなどのロックンロールやR&Bに次第に惹かれ、やがてエレキ・ギターを手にすることとなる。

### 音楽活動

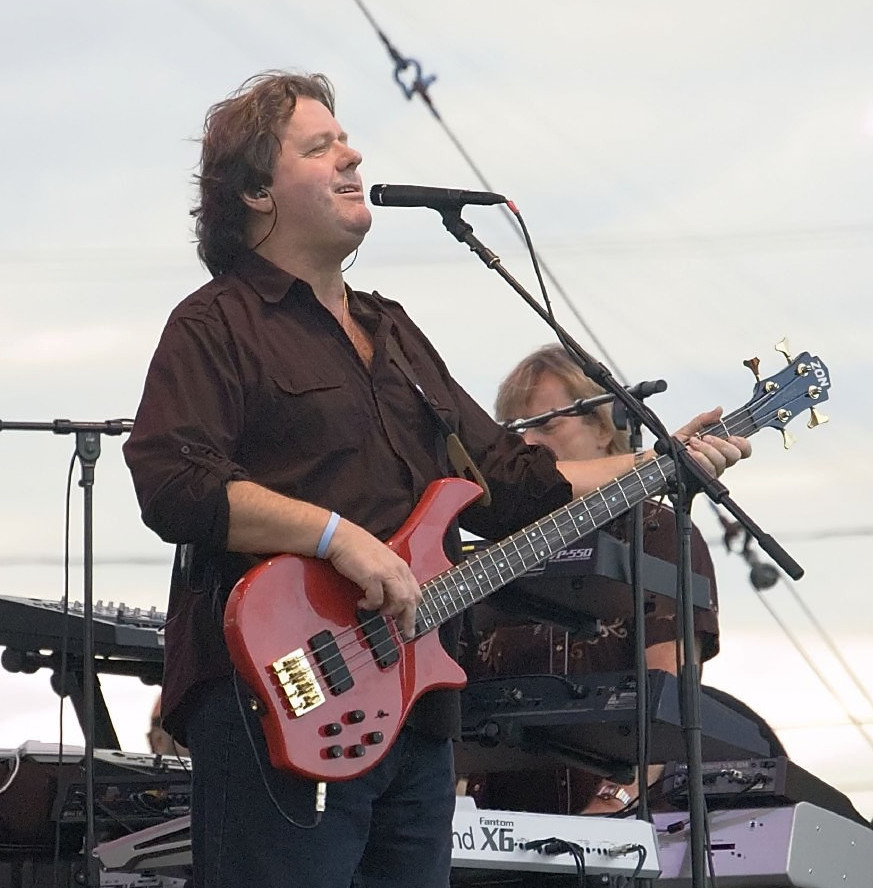
エイジア- USA.ノーウォーク公演 (2006年9月)

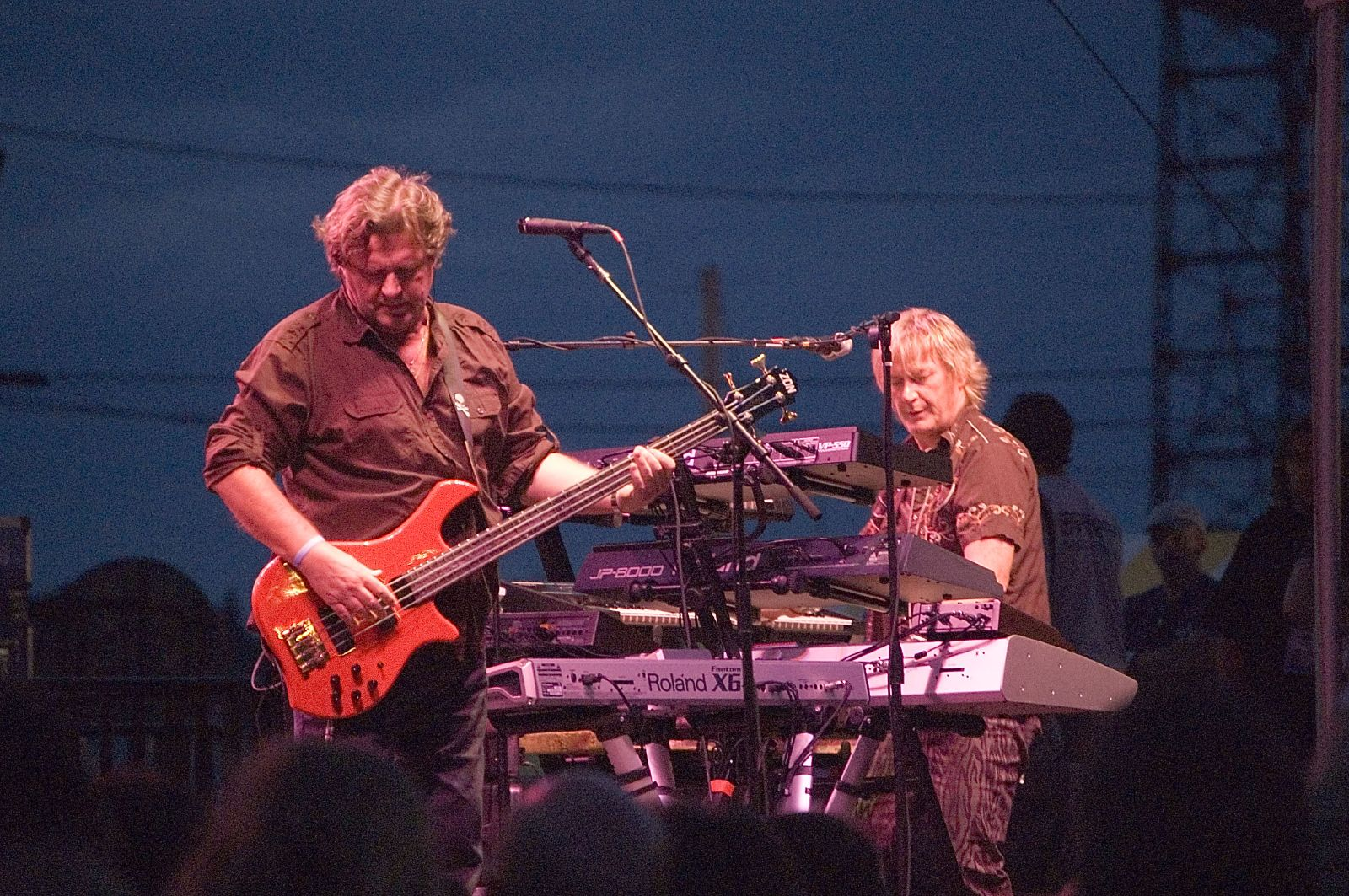
Icon/エイジアの同僚ジェフ・ダウンズと (2006年9月)

地元ボーンマスでリチャード・パーマー・ジェイムスらとバンド活動を行ない、ベースとボーカルを担当した。ロンドンに移り、1969年に元コロシアムのジェイムス・リザーランドが結成したモーグル・スラッシュに加入して、同名アルバム（1971年）でプロ・デビューを果たした。
モーグル・スラッシュがデビュー・アルバムを発表した直後にマネージメントの理由で解散を余儀なくされると、ファミリーに加入。アルバム『フィアレス』（1971年）と『バンドスタンド』（1972年）の制作に携わった。
1972年、同郷の友人だったロバート・フリップに引き抜かれるようにキング・クリムゾンに加入。1974年にフリップが突然に解散を宣言するまで在籍し、3作のアルバム制作に携わった。『太陽と戦慄』（1973年）と『レッド』（1974年）は、いずれもキング・クリムゾンやウェットンの代表作の一つとして挙げられることが多い。
キング・クリムゾンの解散後、同じEGレコードに所属するロキシー・ミュージックのツアーに準メンバーとして参加。その後ユーライア・ヒープに加入して、『幻想への回帰』(1975年）と『ハイ・アンド・マイティ』(1976年）の2作のアルバム制作に携わった。
1976年、リック・ウェイクマン、ビル・ブルーフォードとウェイクマン・ウェットン＆ブルーフォード（仮称）を結成しリハーサルを行う。しかしウェイクマンが当時所属していたA&Mレコードと意見が合わなかったため、公式の活動には至らず、曲の一部がブルーフォードのソロ・アルバム『フィールズ・グッド・トゥ・ミー』に収録されるに留まった。
一方、同年6月にロキシー・ミュージックを解散したブライアン・フェリーの依頼を受けて、シングル曲「レッツ・スティック・トゥゲザー」と4曲入りEPの制作に参加した。引き続いて新作アルバム『イン・ユア・マインド (あなたの心に)』の制作にも協力し、同アルバムが発表された翌1977年2月に始まったワールド・ツアーに参加。6月初旬には、同ツアーのメンバーとして初来日した。
1978年、プログレッシブ・ロック・バンド、U.K.を結成。彼等は1980年に解散するまで、日本公演を収めたライブ・アルバムを含む3作のアルバムを発表した。
1980年、初のソロアルバム『コート・イン・ザ・クロスファイアー』を発表。ウィッシュボーン・アッシュに加入してアルバム『ナンバー・ザ・ブレイヴ』の制作に携わった。
同年、プログレッシブ・ロック界の著名なプレイヤーからなるスーパーグループ、エイジアを結成。デビュー・アルバム『詠時感〜時へのロマン』（1982年）が全米1位を記録し、全キャリア中最も成功を収める結果となった。
1983年にはアルコール依存が原因でエイジアを解雇されたが翌年に復帰し、1994年に脱退するまで中心人物としてバンドを牽引し続けた。
エイジア脱退後は主にソロ・アーティストとして活動する一方、プログレッシブ・ロック系のアーティストのトリビュート・アルバムに参加したり、スティーヴ・ハケットを中心とした大物ぞろいのバンドに加入してツアーに参加した。この活動が縁で、元キング・クリムゾンのイアン・マクドナルドともツアーをした。

### 晩年
2000年代以降は、病気を患う事が少なくなかった。
2002年、エイジアでの作曲のパートナーであるジェフ・ダウンズとライブで共演したのを機に、2人のユニットであるウェットン/ダウンズ （アイコン）を結成し、2005年にアルバム『アイコン』を発表。
2006年にオリジナル・メンバーによるエイジアの再結成に参加して精力的にツアーを行っていたが、2007年夏に行われた定期検診で心臓の冠動脈に異常が見つかり、同年8月10日にバイパス手術を受けた。回復は順調で、2008年に再開されたツアーで復帰した。オリジナル・メンバーでアルバム『フェニックス』を制作し、同年4月発売。
2011年にはU.K.を再結成してライブ活動をしている。

### 死去
2017年1月、かねてより発症していた大腸癌の治療に専念するため、エイジアでの活動を一時休止することを表明した 。間もなく病状が悪化し、Lisa Nojaimと結婚した数日後の同月31日に67歳で死去。

## その他
- ギターやキーボードだけでなくフィドルまで演奏するマルチプレイヤーである。
- U.K.やエイジアのステージではフロントマンの役割を担い、当然ながら挨拶して演奏曲やメンバーの紹介をすることが多かった。日本公演では、U.K.のライブ・アルバム『ナイト・アフター・ナイト』でも聞かれる「君たち最高だよ」という日本語の台詞を気に入っていたようで、その後の日本公演でも決まり文句にしていた。
- 日本のバンドとも関わりがあり、VOW WOWやRXとセッション経験がある。

## ディスコグラフィ

### ソロ/プロジェクト
スタジオ・アルバム
- 『コート・イン・ザ・クロスファイアー』 - Caught in the Crossfire (1980年)
- 『ヴォイス・メイル』 - Voice Mail / Battle Lines (1994年) ※旧邦題『バトル・ラインズ』
- 『アークエンジェル』 - Arkangel (1997年)
- 『チェイシング・ザ・ディア』 - Chasing the Deer (1998年) ※サウンドトラック
- 『ウェルカム・トゥ・ヘヴン』 - Welcome to Heaven / Sinister (2000年)
- 『ロック・オヴ・フェイス』 - Rock of Faith (2003年)
- 『レイズド・イン・キャプティヴィティー』 - Raised in Captivity (2011年)

ライブ・アルバム
- 『チェイシング・ザ・ドラゴン』 - Chasing the Dragon (live in Japan) (1995年)
- 『アクスティカ/ライヴ・イン・アメリカ』 - Akustika: Live in America (1996年)
- 『ライヴ・イン・トウキョウ』 - Live in Tokyo 1997 (1998年)
- 『ノーマンズ・ランド』 - No Mans Land Live in Poland (1999年)
- 『ヘイジー・モネット』 - Hazy Monet Live in New York City May 27, 1997 (1999年)
- 『サブ・ローサ(ライヴ・イン・ミラン)』 - Sub Rosa Live in Milan Italy (1999年)
- 『ライブ・イン・トウキョウ1999』 - Live at the Sun Plaza Tokyo 1999 (2000年)
- 『ライヴ・イン・アージェンティーナ』 - Live in Argentina (2003年)
- 『ライヴ・イン・スウェーデン』 - Live in Stockholm 1998 (2003年)
- 『ライヴ・イン・オーサカ』 - Live in Osaka (2003年)
- 『ライヴ・イン・ジ・アンダーワールド』 - Live in the Underworld (2003年)
- 『アマータ』 - Amata (2004年)
- 『アジェンダ』 - Agenda (2004年)
- 『ライヴ・ヴィア・サテライト』 - Live via Satellite (2015年)

コラボレーション・アルバム
- 『モンキー・ビジネス』 - Monkey Business 1972 – 1997 (1998年) ※with リチャード・パーマー・ジェイムス
- One Way or Another (2002年) ※with ケン・ヘンズレー
- More Than Conquerors (2002年) ※with ケン・ヘンズレー
- 『ワン・モア・レッド・ナイト:ライヴ・イン・シカゴ (ジョン・ウェットン、キング・クリムゾンを歌う)』 - One More Red Night – Live in Chicago (2014年) ※with ディストリクト97
- 『ニュー・ヨーク・ミニット』 - New York Minute (2015年) ※with ザ・レス・ポール・トリオ

#### ジャックナイフ
- 『アイ・ウィッシュ・ユー・ウッド』 - I Wish You Would (1980年)

#### ウェットン・マンザネラ
- 『ウェットン・マンザネラ』 - Wetton / Manzanera (1987年) ※with フィル・マンザネラ

#### アイコン (ウェットン/ダウンズ)
- 『ウェットン/ダウンズ』 - Wetton Downes (Demo Collection) (2002年)
- 『アイコン』 - Icon (2005年)
- Heat of the Moment '05 EP (2005年)
- 『ルビコン』 - Icon II: Rubicon (2006年)
- 『アイコン3』 - Icon 3 (2009年)

### グループ
モーグル・スラッシュ
- 『モーグル・スラッシュ』 - Mogul Thrash (1971年) ※旧邦題『炸裂！モーグル・スラッシュ』

ファミリー
- 『フィアレス』 - Fearless (1971年)
- 『バンドスタンド』 - Bandstand (1972年)

キング・クリムゾン
- 『太陽と戦慄』 - Larks' Tongues in Aspic (1973年)
- 『暗黒の世界』 - Starless and Bible Black (1974年)
- 『レッド』 - Red (1974年)
- 『USA』 - USA (1975) ※ライブ・アルバム

ユーライア・ヒープ
- 『幻想への回帰』 - Return to Fantasy (1975年)
- 『ハイ・アンド・マイティ』 - High and Mighty (1976年)

U.K.
ウィッシュボーン・アッシュ
- 『ナンバー・ザ・ブレイヴ』 - Number the Brave (1981年)
- 『アーガス・スルー・ザ・ルッキング・グラス』 - Argus Through the Looking Glass (2008年) ※マーティン・ターナー・アンド・フレンズ名義

エイジア

### その他
ロキシー・ミュージック
※準メンバーとしてツアーに参加。
- 『VIVA!ロキシー・ミュージック』 - Viva! (1976年) ※ライブ・アルバム

ブライアン・フェリー
※レコ―ディングに参加。
- 『アナザー・タイム、アナザー・プレイス (いつかどこかで)』 - Another Time, Another Place (1974年)
- 『レッツ・スティック・トゥゲザー』 - Let's Stick Together (1976年)
- 『イン・ユア・マインド (あなたの心に)』 - In Your Mind (1977年)
- 『ベールをぬいだ花嫁』 - The Bride Stripped Bare (1978年)